# Михайлушкин, Александр Викторович
Алекса́ндр Ви́кторович Миха́йлушкин (1 сентября 1943, Ставрополь — 27 октября 2010, Москва) — российский актёр театра и кино, ведущий артист театра Российской армии, народный артист Российской Федерации (2000).

## Биография
После окончания школы поступил в Школу-студию им. В. И. Немировича-Данченко. Одновременно с учёбой работал в Грозном в русском драматическом театре имени М. Ю. Лермонтова. В 1971 году перешёл на работу в Челябинский театр драмы имени С. Цвилинга. С 1975 года Александр Михайлушкин работает в Центральном академическом театре Российской армии. В составе труппы театра неоднократно выезжал в воинские части, выступал в частях контингента советских войск в Афганистане.
Звание народного артиста Российской Федерации ему было присвоено в 2000 году.
19 августа 2010 года он был госпитализирован с подозрением на инсульт. Скончался в Москве 27 октября 2010 года.

## Роли в театре
- «На исходе дня» — лейтенант Беров
- «Странствия Билли Пилигрима» — Эдгар
- «Фантазии Фарятьева» — Фарятьев
- «Лес» — Счастливцев
- «Осенняя кампания 1799 года» — Наполеон Бонапарт
- «Закон вечности» — Манучар
- «Сватовство майора» — Флягин
- «Мандат» — Гулячкин
- «Смерть Иоанна Грозного» — Бельский
- «Павел I» — Скарятин; Депрерадович
- «Боже, храни короля!» — Говард
- «Маскарад» — Казарин
- «Бриллиантовая орхидея» — Хорхе Сальвадо Бразо
- «Шлюк и Яу» — Яу
- «Много шума из ничего» — Леонато
- «Отелло» — Яго
- «На дне» — Актёр
- «Давным-давно» — Кутузов
- «Гамлет» — Полоний

## Фильмография
- 1977 — Садись рядом, Мишка!
- 1980 — Однажды, двадцать лет спустя — одноклассник
- 1981 — Следствие ведут ЗнаТоКи. Из жизни фруктов — Викулов
- 1982 — Несколько капель — 2-й друг Музы «Хозяин»
- 1987 — Анонимка — посетитель
- 1987 — Игра в детектив. Выпуск 1 — Полтини
- 1987 — Статья
- 1989 — Под куполом цирка — Бобров
- 1989 — Тройка — капитан
- 1989 — Ночь на размышление
- 1991 — Палата № 6 — сторож Никита
- 1992—1997 — Мелочи жизни — Никита Петрович Глазунов («Глазун»), владелец автосалона
- 1993 — Внутренний враг